# 1,1,1,3,3-Pentafluorpropan
1,1,1,3,3-Pentafluorpropan ist eine chemische Verbindung aus der Gruppe der aliphatischen, gesättigten Halogenkohlenwasserstoffe.

## Gewinnung und Darstellung
1,1,1,3,3-Pentafluorpropan kann durch Fluorierung von 1,1,1,3,3-Pentachlorpropan (zum Beispiel mit Antimonpentafluorid) gewonnen werden.

## Eigenschaften
1,1,1,3,3-Pentafluorpropan ist ein farbloses Gas mit schwachem Geruch, das wenig löslich in Wasser ist. Es weist ein hohes Treibhauspotential mit einem Wert von 1032 bezogen auf einen Zeitraum von 100 Jahren auf, das entspricht dem 1032-fachen Treibhauspotential von Kohlendioxid (CO2).

## Verwendung
1,1,1,3,3-Pentafluorpropan wird als Schäumungsmittel verwendet.

## Externe Links zu erwähnten Verbindungen
1. ↑  Externe Identifikatoren von bzw. Datenbank-Links zu 1,1,1,3,3-Pentachlorpropan:  CAS-Nr.: 23153-23-3, PubChem: 3084393, Wikidata: Q82003030.